# هوستومیتسه (ناحیه تپلیتسه)
هوستومیتسه (به چکی: Hostomice) یک منطقهٔ مسکونی در جمهوری چک است که در ناحیه تپلیتسه واقع شده‌است. هوستومیتسه ۲٫۹۹ کیلومتر مربع مساحت و ۱٬۲۷۲ نفر جمعیت دارد و ۱۹۳ متر بالاتر از سطح دریا واقع شده‌است.